# 咪咪喵

於真理街3巷電線桿一角的咪咪喵

咪咪喵為新北市淡水區瓦斯行老闆林容生生前的漫畫人物作品，其角色特徵為一隻黃底黑邊卡通貓。以擺著可愛招牌姿勢「站好舉手」和寫在一旁的提醒而聞名。標誌意義為：「防災避難、車禍防範、觀光導引」

## 角色由來
作者林容生原為警消人員，退休之後於淡水區經營一家瓦斯行。因為在運送瓦斯至顧客家的途中，注意到淡水往返沙崙的大型車輛常在交會處發生交通事故，在目睹多次後深有感慨。秉持著消防隊預防災害的理念，因此開始在路口轉角處燈桿或牆面，畫上顯眼黃色的「咪咪喵」，藉此希望能夠讓駕駛多加留意行車安全、行人們能夠被咪咪喵的塗鴉吸引住而留意交通狀況。
地方居民和學生也受到作者影響下加入創作「咪咪喵分身」的行列，讓更多觀光客能夠深入探索淡水在地風景、人文特色、提供觀光資訊及正面能量。目前可以在淡水區內各處觀光景點、小吃店或是交通要道旁看到，推廣在地特色、吸引觀光客目光並提醒用路人行車安全。
林容生曾表示：「這隻貓牠站在這裡，告訴你這裡有危險，我希望你們平安回家，就跟我畫喵喵的一本初衷是一樣的，喵喵。」

## 繪製地點
- 小白宮
- 淡水老街
- 真理街
- 多田榮吉故居旁
- 海關碼頭
- 紅毛城
- 淡江高中校園

## 附註
1. ↑  已於2018-06-15 晚間逝世